# Elektrostatisches Feld der Erde
Das elektrostatische Feld der Erde, auch als elektrostatisches Erdfeld, elektrisches Feld der Erde oder elektrisches Erdfeld bezeichnet, resultiert daraus, dass die Erdoberfläche lokal eine negative elektrische Überschussladung von einigen hundert Kilocoulomb entsprechend der Größenordnung von 1 pC/m2 aufweist, während die Ionosphäre gleich stark positiv aufgeladen ist. Vereinfacht gesagt stellen die jeweils gut elektrisch leitende Erdoberfläche und die Ionosphäre die Platten eines großen Kondensators dar mit der elektrisch nichtleitenden Erdatmosphäre als Dielektrikum dazwischen.

## Ströme innerhalb des Erdfeldes
Da die Erdatmosphäre keinen vollkommenen Isolator darstellt (alleine schon wegen der durch ionisierende Strahlung gebildeten Ionen) führt die Ladungstrennung zu einem sogenannten „Schönwetterstrom“ mit einer Stromdichte der Größenordnung pA/m2, der das Erdfeld innerhalb kürzester Zeit (Sekunden) zum Verschwinden bringen würde. Verschiedene Mechanismen werden diskutiert, wie die beobachtete Ladungstrennung nachgeliefert wird. Sicherlich einen wesentlichen Beitrag liefern Blitze zwischen Gewitterwolke und Erde, die negative Ladung zur Erdoberfläche transportieren. Insgesamt bleibt das elektrische Feld der Erde stationär, im messtechnisch ermittelten Mittel beträgt die Feldstärke {\displaystyle {\vec {E}}} in der Luft (in einigen Metern Höhe über dem Erdboden) 130 V/m.

## Verteilung der elektrischen Ladung
In der Nähe der Erdoberfläche kann man etwa 1000 Ionen je Kubikzentimeter feststellen, wobei ein Kubikzentimeter bei Normaldruck 3·1019 Moleküle enthält. Die Atmosphäre ist dort also nur schwach ionisiert, sie enthält sowohl positive als auch negative Ionen. Es überwiegt jedoch die Anzahl positiver Ionen. Die Ionendichte nimmt mit der Höhe zu und hat ihr Maximum in der Ionosphäre. Dort ist ein erheblicher Teil der Gasmoleküle durch die UV-Strahlung der Sonne ionisiert.
Durch den Überschuss an positiven Ladungen in den unteren Schichten der Atmosphäre wird das elektrische Feld der Erde teilweise abgeschirmt, so dass die Feldstärke schnell mit der Höhe über den Erdboden abnimmt, deutlich schneller als bei einem {\displaystyle {\frac {1}{r^{2}}}}-Zusammenhang. In der Höhe von Ionosphäre und Magnetosphäre ist die Feldstärke bereits auf einige Volt pro Kilometer abgesunken.

## Ermitteln der Erdladung
Aus der Feldstärke 130 V/m und dem Zusammenhang
{\displaystyle Q=-\varepsilon _{0}\varepsilon _{r}\,E\,A}
lässt sich die Überschussladung der Erde abschätzen. Hierbei ist Q die elektrische Ladung der Erde, εr ist die Dielektrizitätskonstante und damit etwa die Permittivität von Luft, E der Betrag der in der Luft gemessenen und gemittelten Feldstärke und A ist die Erdoberfläche mit 5,1·1014 m2. Es ergibt sich, dass die zeitlich gemittelte Ladung der Erde Q = −0,6 Megacoulomb beträgt.

## Beschleunigung von Ionen
Ionen werden durch das Erdfeld – zusätzlich zur Schwerebeschleunigung – beschleunigt. Die Beschleunigung erhält man aus der Gleichung
{\displaystyle {\vec {a}}={\frac {{\vec {E}}\,Q}{m}}}
wobei {\displaystyle {\vec {a}}} die Beschleunigung des Ions aufgrund der des Erdfeldes und m die Masse des Ions ist.
Beispielsweise ist die Beschleunigung eines einfach positiv geladenen Sauerstoffatoms, welche etwa aufgrund der Sonnenwinde in der Ionosphäre entstehen, wegen des elektrostatischen Erdfeldes etwa 80 Millionen Mal so groß wie die lokale Schwerebeschleunigung. Jedoch werden die so beschleunigten Ionen durch die Kollision mit anderen Atomen in der Atmosphäre gebremst, weshalb die so beschleunigten Ionen üblicherweise Geschwindigkeiten von 100 m/s (360 km/h) aufweisen.

## Messung
Bei wolkenlosem Himmel im ebenen Gelände lassen sich in der Luft elektrische Feldstärken zwischen 100 V/m und 300 V/m von oben nach unten mit Potentialsonden oder mit um die horizontale Achse drehbaren Plattenkondensatoren oder sogenannten Rotationsvoltmetern, feststellen. Bei Gewittern entstehen aufgrund der Ladungstrennung in den Wolken jedoch auch wesentlich höhere Feldstärken von 25 bis 35 kV/m, die man am Boden beobachten kann.